# Mitteleuropa
Mitteleuropa es una voz alemana que hace referencia a Europa Central. El término tiene connotaciones políticas, geográficas y culturales. Aunque describe una ubicación geográfica, también es la palabra que denota un concepto político de una unión de Europa Central dominada y explotada por Alemania que fue promovido durante la Primera Guerra Mundial. El historiador Jörg Brechtefeld describe Mitteleuropa como lo siguiente:

El término Mitteleuropa nunca fue simplemente un término geográfico; también es un término político, de la misma manera que los politólogos utilizan Europa, Este y Oeste como sinónimos para ideas políticas o conceptos. Tradicionalmente, Mitteleuropa ha sido la parte de Europa entre el Este y el Oeste. Tan profano como pueda sonar esto, es probablemente la definición más precisa que existe de Mitteleuropa.

## Geografía

Estados de Mitteleuropa (azul) y la esfera cultural más grande (bordeada) que a finales del comprendía el Imperio Alemán, Austria-Hungría y Suiza, además del Zarato de Polonia y las Gobernaturas del Báltico del Imperio ruso.

El Ständiger Ausschuss für geographische Namen (Comité Permanente para los Nombres Geográficos) alemán de la Agencia Federal para Cartografía y Geodesia se refiere a Mitteleuropa como un territorio que se encuentra delimitado aproximadamente por el río Rin en el oeste, el río Bug en el este, el Mar del Norte y el Mar Báltico en el norte, al igual que los Alpes y el Mar Adriático en el sur. El área comprende los estados modernos de:
- Austria
- Croacia
- República Checa
- Alemania
- Hungría
- Liechtenstein
- Polonia
- Eslovaquia
- Eslovenia
- Suiza

Países bálticos (Baltikum):
- Lituania
- Letonia
- Estonia

Mitteleuropa como una región cultural también comprende:
- Alsacia y el departamento de Mosela en la región norteña de Lorena en  Francia
- Luxemburgo, aunque normalmente es considerado como un país de Europa Occidental
- el Óblast de Kaliningrado, un exclave de  Rusia
- la región de Vilnius en  Bielorrusia
- Los antiguos territorios de Austria-Hungría en
  -  Italia - Trentino-Alto Adigio y el área del ex Litoral austríaco en el este del Friul y Trieste
  -  Serbia - las regiones de Vojvodina, Belgrado, Mačva
  -  Rumania - Transilvania (Siebenbürgen) y la Bukovina meridional
  -  Ucrania - el este de Galitzia, Rutenia subcarpática y el norte de Bucovina

## Historia conceptual
Cuando el proceso de Ostsiedlung que había durado 500 años fue detenido por la Peste Negra a mediados del siglo XIV, los alemanes se habían asentado en las áreas de Europa Central de Germania Slavica mucho más allá de los ríos Elba y Saale. Se habían trasladado a lo largo de la costa del Mar Báltico desde Holstein hasta Pomerania, subiendo el río Oder hasta la Puerta Morava, bajando el Danubio hasta el Reino de Hungría y hasta las tierras eslovenas de Carniola. Desde la desembocadura del río Vístula y la región de Prusia, los Caballeros Teutónicos continuaron por medio de la fuerza su migración hacia el este hasta la actual Tallin en Estonia, los alemanes también se asentaron en las regiones montañosas fronterizas de Bohemia y Morava y formaron una clase social de ciudadanos particulares en ciudades como Praga, Havlíčkův Brod, Olomuc y Brno. Se habían trasladado hasta el Voivodato de Cracovia, los Cárpatos Occidentales y Transilvania (Siebenbürgen), introduciendo la práctica de rotación de cultivos y la ley alemana de pueblos.
Durante el paso de la Peste Negra hubo un pogromo generalizado en contra de los judíos en la Renania alemana desde 1348, forzando que emigren en enormes cantidades al Reino de Polonia bajo Casimiro el Grande y al Gran Ducado de Lituania bajo Vitautas, los cuales les otorgaron grandes privilegios. Los judíos asquenazí que fuero expulsados y su idioma, el yidis, dejaron una marca importante en la Europa central oriental, en localidades como Leópolis (Lemberg), Lublin, Minsk y Chernivtsi, pero también en la capital de Bohemia, Praga, al igual que en numerosos shtetls. Los rabinos recibieron su educación religiosa en yeshivás alemanas. Durante la Ilustración, el movimiento Haskalá que buscaba la emancipación fue orientada por protagonistas alemanes como Moses Mendelssohn, logrando que en tierras prusianas bajo Federico el Grande los llamados Schutzjuden pudieran vivir bajo circunstancias de relativa tolerancia religiosa. Con las crecientes persecuciones a partir de la Rebelión de Jmelnytsky de 1648, especialmente los pogromos antijudíos en el Imperio ruso durante el siglo XIX, el enfoque alemán se vio incrementado. La cultura judía de Mittleuropa fue erradicada con el Holocausto.
Tras la disolución del Sacro Imperio Romano Germánico en 1806 y la formación del Concierto de Europa luego de las Guerras Napoleónicas, el escritor romántico Constantin Frantz desarrolló el concepto de una federación europea central durante la era del Vormärz que supuestamente superaría el dualismo alemán entre Austria y Prusia. Frantz se oponía a la idea de un estado nación como surgió a partir de la großdeutschland y propuso una mancomunidad de los Estados miembros de la antigua Confederación del Rin junto con el estado multiétnico austriaco y Prusia con su considerable porcentaje de población polaca. A este bloque europeo central se le debía unir Bélgica, los Países Bajos y Suiza, al igual que el Zarato de Polonia, en su búsqueda por autonomía de las grandes potencias de Francia y el Imperio británico en el oeste, al igual que de las políticas paneslávicas del Imperio ruso en el este.
Luego de las Revoluciones de 1848 estas ideas fueron adoptadas por teóricos liberales como Friedrich List y Heinrich von Gagern, después por el Partido Nacional Liberal, y más adelante con una distintiva noción pangermánica y acompañada por el renovado concepto de colonialismo de asentamiento bajo el firme liderazgo del Imperio alemán y Austria-Hungría. Tras la Unificación de Alemania bajo el Canciller Otto von Bismarck, la Ostforschung se concentró en los logros de los alemanes étnicos en Europa central-oriental sobre las bases de un etnocentrismo marcadamente antieslávico, en particular con nociones antipolacas, como habían sido propagadas por la Liga Pangermánica. De igual manera Austria debía abandonar su derecho al liderazgo y a partir de allí referirse a las tierras de la Casa de Habsburgo en la cuenca del Danubio como Mitteleuropa.

## Plan Mitteleuropa

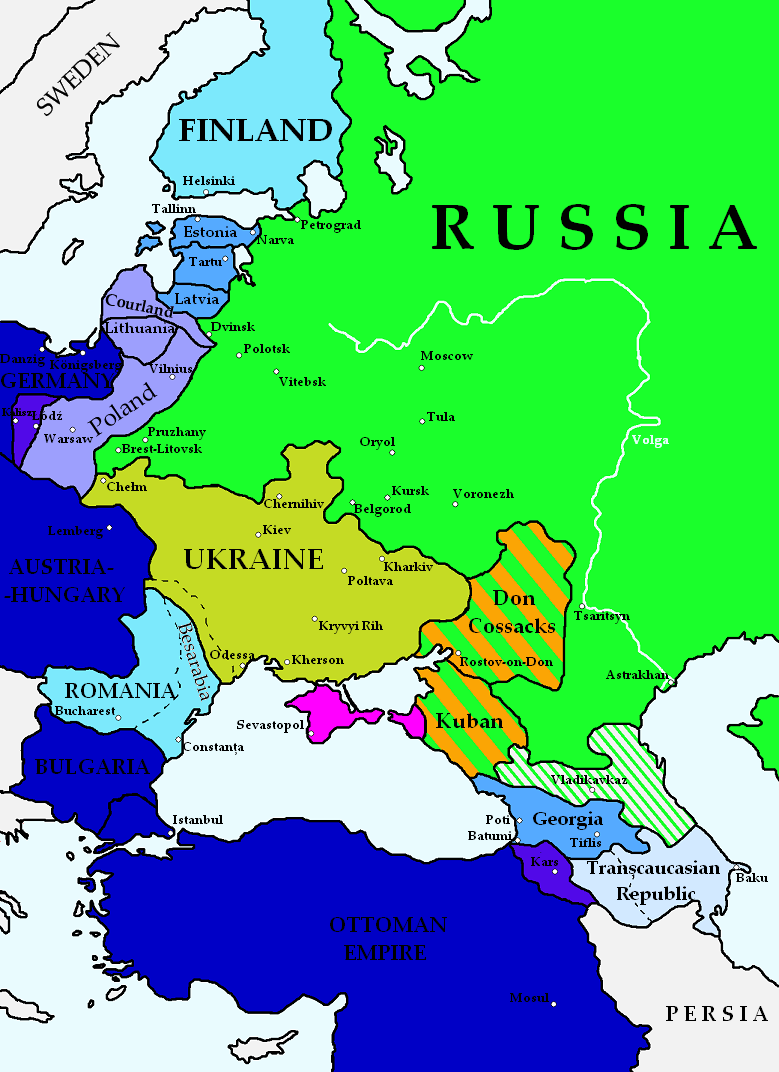
Supuesto mapa de los planes alemanes para un nuevo orden político en Europa central y oriental tras el Tratado de Brest-Litovsk del 9 de febrero de 1918, el Tratado de Brest-Litovsk del 3 de marzo de 1918 y el Tratado de Bucarest del 7 de mayo de 1918.
Alemania y sus aliados
Áreas rusas de Polonia y Armenia a ser anexadas por Alemania y Turquía, respectivamente
Estados semi-autónomos bajo control alemán completo - anexión prevista
Nuevo países - económica y administrativamente dependientes de Alemania
Ucrania - bajo control económico alemán
República Tártar (planificada) - área de colonización alemana
República Transcaucásica - políticamente ligada a Alemania
Estados Cosacos semiautónomos dentro de Rusia - esfera de influencia alemana

El Plan Mitteleuropa era un plan del Imperio Alemán que tenía como objetivo alcanzar la hegemonía cultural sobre Europa central, y posteriormente la explotación económica y financiera de esta región, combinada con anexiones directas, asentamientos por parte de colonos alemanes, la expulsión de los no-alemanes de las áreas anexadas, y la eventual germanización de los estados títeres creados como países tapones entre Alemania y Rusia.
El tema de Europa central fue abordado por el pensador alemán Friedrich Naumann en 1915 en su libro Mitteleuropa. Según su línea de pensamiento, esta parte de Europa debía volverse un bloque económica y políticamente integrado y sujeto a la autoridad alemana. En su programa, Naumann también apoyaba los programas de germanización y hungarización. En su libro utilizó la retórica imperialista combinada con alabanzas a la naturaleza, y una condescendencia imperial hacia los pueblos no germanos, al mismo tiempo que aconsejaba a los políticos a que tenga un poco de "flexibilidad" con los idiomas no-alemanes para poder alcanzar la "armonía". Naumann escribió que estabilizaría a toda la región de Europa central. Algunas partes de su plan incluían detalles para crear una colonia alemana en Crimea y la colonización de los estados bálticos.
Las clases políticas gobernantes de Alemania aceptaron el plan Mitteleuropa durante la Primera Guerra Mundial al mismo tiempo que preparaban el Septemberprogramm y los planes para el nuevo orden en Europa. Mitteleuropa debía ser creada con el establecimiento de varios estados títere cuyos aspectos militares, económicos y políticos estarían bajo el control del Reich alemán. Toda la región debía convertirse en el patio trasero económico de Alemania, y su explotación le permitiría competir con el Imperio británico y cualquier otro competidor por la posición de la principal potencia mundial. La organización económica, política y militar estaba basada en la dominación alemana, con tratados comerciales impuestos en países como Polonia y Ucrania. Se creía que las clases obreras de Alemania podían ser apaciguadas con los beneficios económicos de las anexiones territoriales, el asentamiento de alemanes en Europa central y oriental y la explotación de los países conquistados para el beneficio material de Alemania.
Una realización parcial de estos planes se vio reflejada en el Tratado de Brest-Litovsk, donde se detallaron las garantías de dominación económica y militar por parte de Alemania sobre Ucrania. Tanto el Imperio Otomano y Austria-Hungría se debían volver dependientes del apoyo alemán en la posguerra en Europa, reduciéndolos a una condición de vasallos.
El Plan Mitteleuropa era visto como una amenaza por parte del Imperio británico, el cual concluyó que destruiría el comercio continental británico, y como consecuencia de ello, la fuente de su poder militar.